# Split Rock (Wyoming)
Split Rock, auch Twin Peaks genannt, ist ein Berg in den Granite Mountains im Zentrum des US-Bundesstaates Wyoming. Der Gipfel hat eine Höhe von 2227 m und liegt etwa 16 km nördlich der Muddy Gap-Kreuzung zwischen den Städten Casper und Rawlins. Der Berg zeichnet sich durch einen tiefen V-förmigen Abbruch aus, der seinen Gipfel teilt, daher der Name. Der Berg war ein markantes Wahrzeichen des Oregon Trail und anderer früher Siedlungsrouten in der Region, die einen niedrigen Pass am östlichen Ende des Gebirges zwischen Casper, dem North Platte River Valley und dem Sweetwater River Valley überquerten.
Der Berggipfel wurde 1976 wegen seiner historischen Bedeutung in das National Register of Historic Places aufgenommen.

## Geologie
Vor 50 Millionen Jahren begannen sich das Sweetwater River Valley und die Granite Mountains zu bilden. Die Gebirgskette wurde als Segment der Rocky Mountains geschaffen. Dann, vor 15 Millionen Jahren, fiel das Gebiet nach unten und schuf eine Schüssel. Als das Gebiet weiter absank, bildete sich vor etwa zehn Millionen Jahren der Moonstone Lake. Die Kontinentale Wasserscheide verläuft am südlichen Rand des Beckens, das die Täler von Wind River und Sweetwater River umfasst, und folgt dem Kamm der Wind River Range.

Sweetwater River Valley

## Geschichte
Das Sweetwater River Valley ist ein Bruch in der Kette der Rocky Mountains. Es bietet somit eine wichtige Ost-West-Überlandroute durch die Rocky Mountains. Diese Route wurde von Pelzfängern, Goldsuchern, Haussuchenden und Kaufleuten benutzt. Beginnend mit den Astorianern unter Robert Stuart wurde ein Weg bis zur Mündung des Columbia River gesucht, um Pelze zu transportieren, durch den California Trail, den Oregon Trail und den Mormon Pioneer Trail.

## Galerie

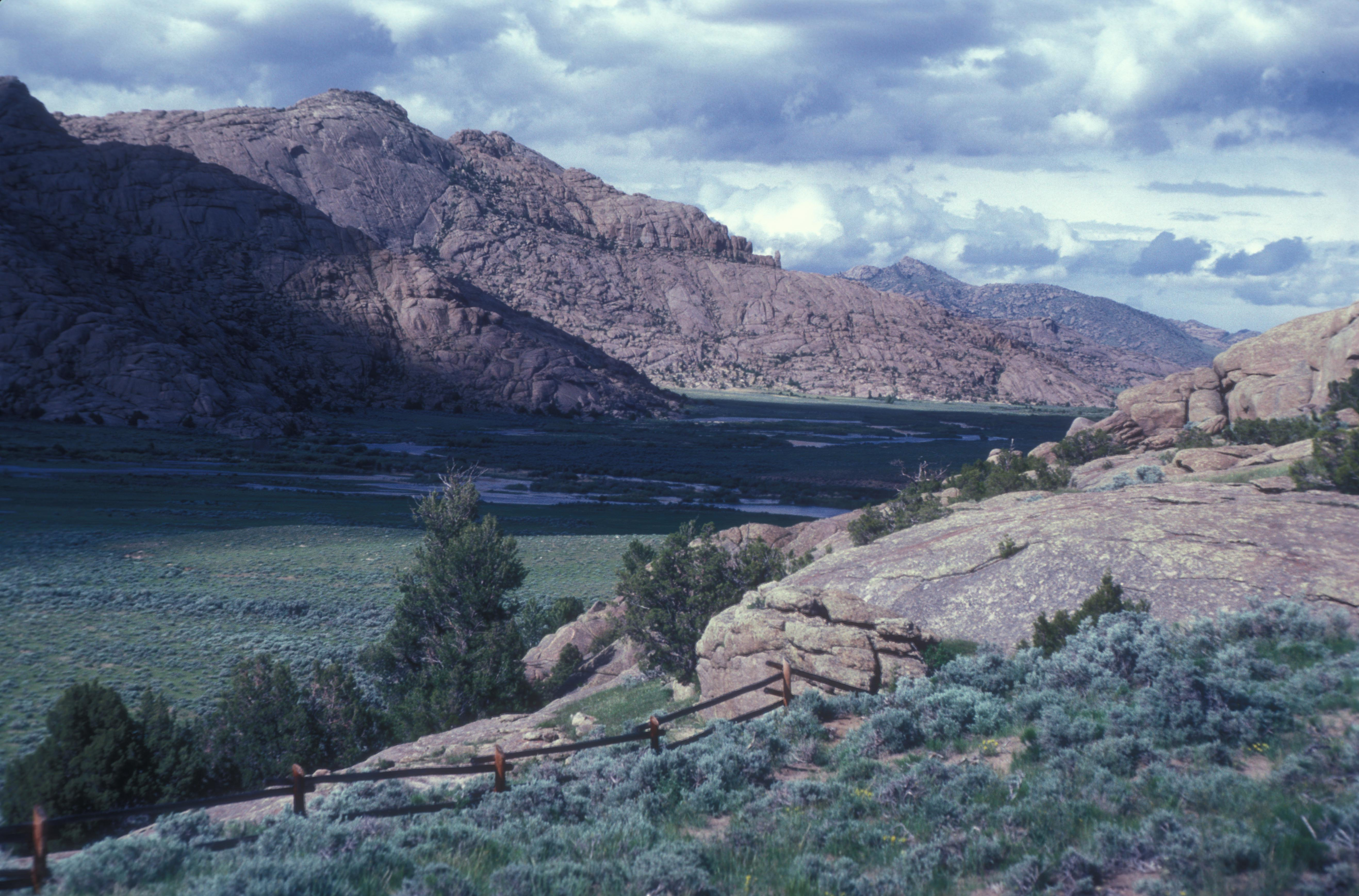
Split Rock
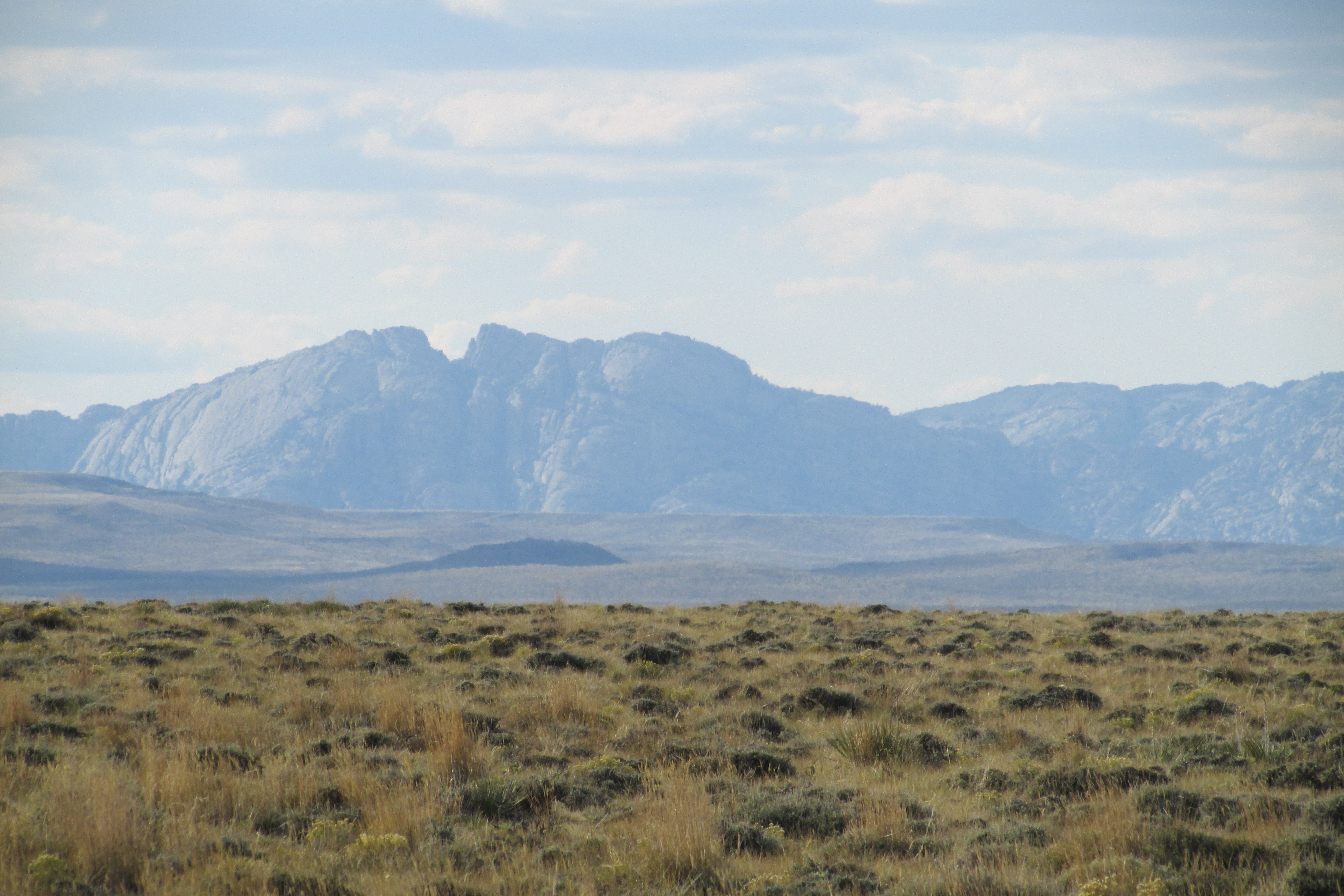
Split Rock, gesehen aus Westen
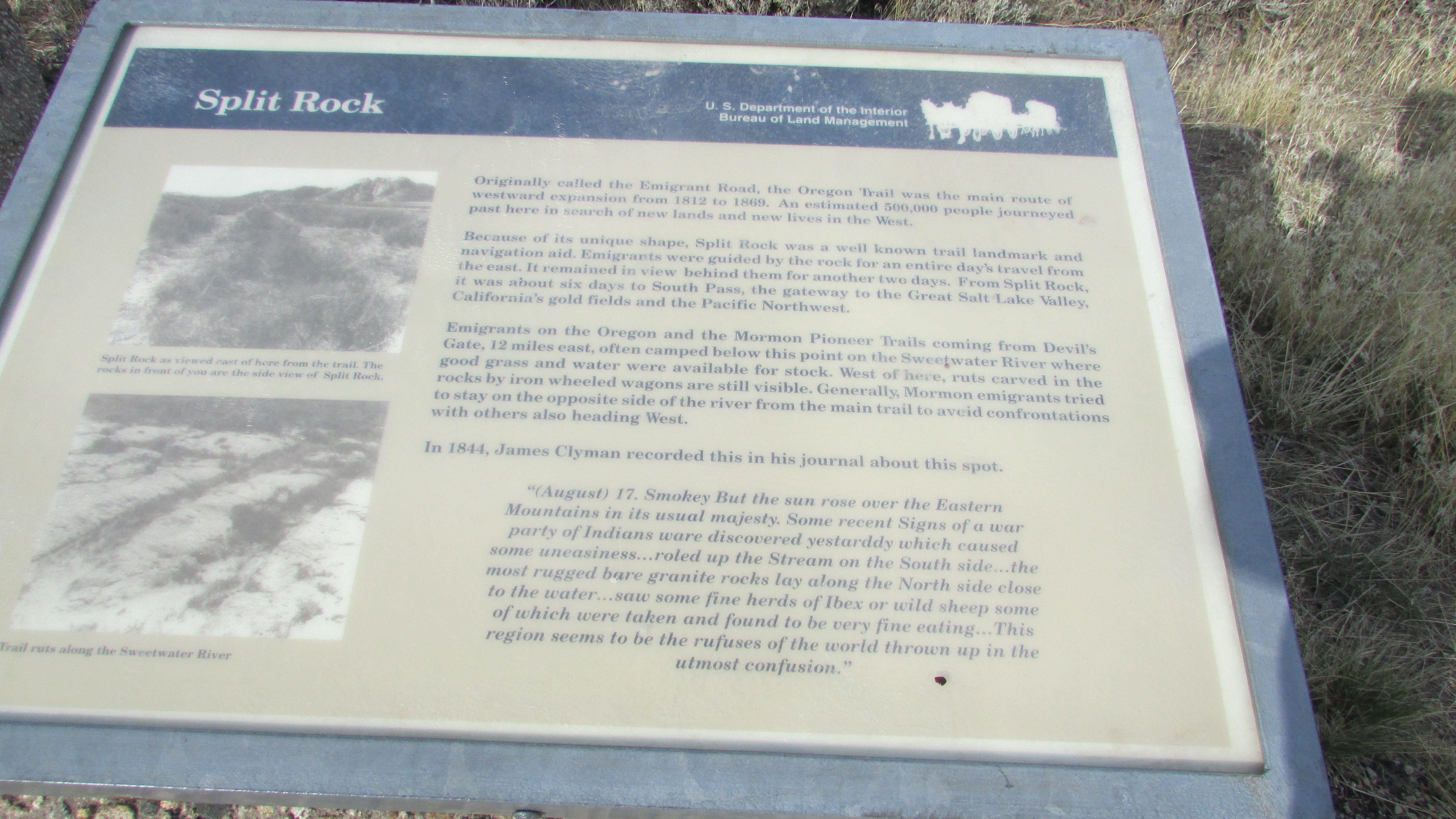
Informationstafel am U.S. Highway 287/Wyoming Highway 789 nahe des Split Rock
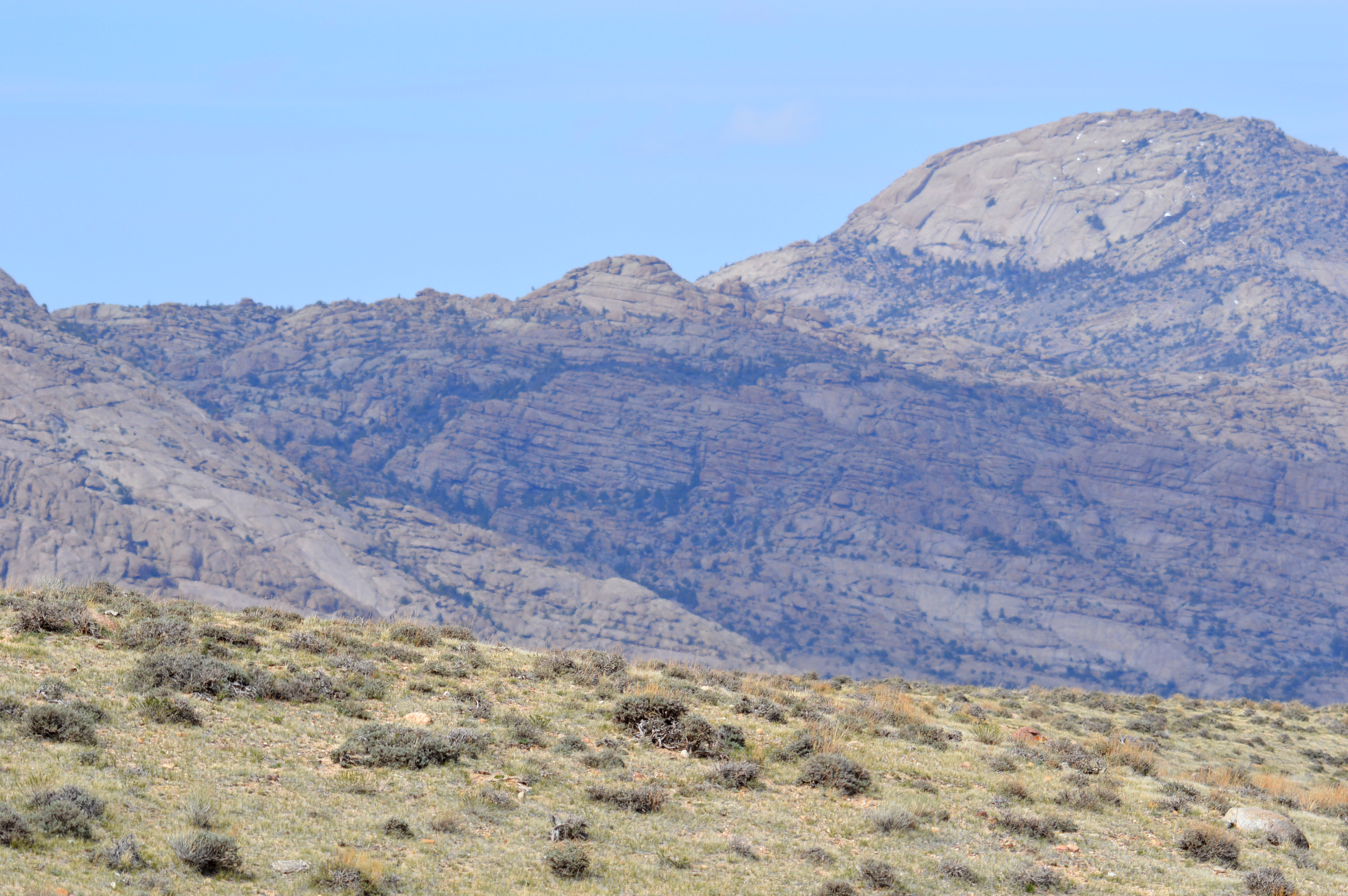
Landschaft im Gebiet des Split Rock
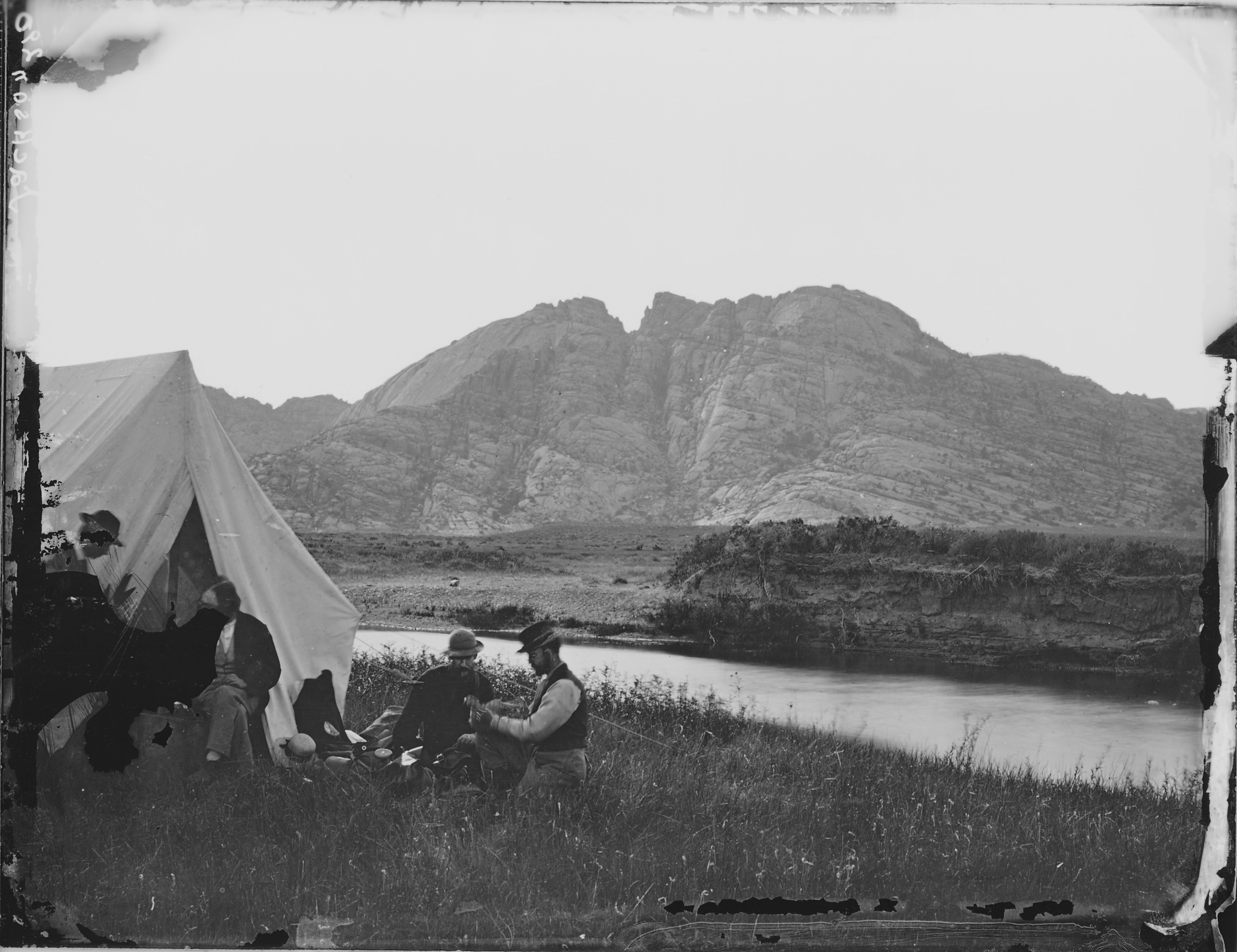
Split Rock um 1870

## Belege
1. ↑  Peakbagger: Split Rock. Abgerufen am 23. Januar 2021.
2. ↑  Search. Abgerufen am 23. Januar 2021.
3. 1 2  Mark Junge, historian: Split Rock, Twin Peaks; National Register of Historic Places Inventory—Nomination Form. Hrsg.: Wyoming Recreation Commission; United States Department of the Interior National Park Service. 20. Dezember 1976.